# Бурнастон
Бурнастон (енгл. Burnaston) је село и грађанска жупа у округу Јужни Дербишир у Дербиширу у Енглеској. То је око 7,2 km југозападно од града Дерби и има 1.531 становника. Садржи седиште и фабрику за производњу возила Тојота Мануфекчуринг УК, изграђену на месту некадашњег аеродрома Дерби.

## Демографија
Становништво грађанске парохије на попису 2011. године износило је 1.531. 

## Географија
Село има путне везе са оближњим градовима Дербијем и Нотингемом, као и са градом Бирмингемом, удаљеним око 60 km јужно дуж коловоза А38 .

## Историја
Кућа Бурнастон је првобитно била дом породице Евери, укључујући Ештона Николаса Ери Мозлија, који је био високи шериф Дербишира 1835.  Кућа је постала друштвени центар и клупска кућа за Дерби Аеро Клуб и Дерби Авиатион 1940-их, када је травнато поље на југоистоку функционисало као аеродром Дерби.
Кућа је на крају срушена у марту 1990. године како би се направило место за фабрику аутомобила, која је отворена скоро три године касније. 

## Економија
Село је познато по Тојоти ТМУК, једној од неколико британских фабрика аутомобила које су изградили јапански произвођачи аутомобила у склопу мера за избегавање трошкова као што су увозне царине и трошкови испоруке. Након одлуке Тојоте у другој половини 1980-их да изгради нову фабрику у Европи, фабрика је основана у децембру 1989. и отворена 16. децембра 1992. 

## Транспорт
Локација за Тојоту такође покрива подручје које је раније заузимао аеродром Дерби, травнати аеродром који је отворен 1938. као општински аеродром за Дерби.
Током Другог светског рата коришћен је за потребе војне обуке. После рата поново су га користиле авиокомпаније, укључујући Дерби Авиатион (касније Дерби Аирваис, а затим Бритисх Мидланд Аирваис ), све до 1965. године, када је новореконструисани аеродром Еаст Мидландс отворен преко границе округа у Лестерширу .
Приватно летење из Бурнастона настављено је до децембра 1989. године, када је локацију преузела Тојота за развој фабрике аутомобила у наредне три године. 